# Argo Secondari
Argo Secondari (Roma, 12 settembre 1895 – Rieti, 17 marzo 1942) è stato un politico, anarchico e antifascista italiano.

## Biografia
Quinto di sette figli, nacque a Roma in una famiglia di estrazione borghese. Il padre Giuseppe fu tra i primi omeopati italiani e medico di Giolitti, mentre la madre, Aede Mattoli, discendeva da un'antica famiglia benestante. Giovanissimo si imbarcò come mozzo su una nave diretta in Sudamerica. Esercitò qui anche la professione del pugile ed entrò in contatto con i circoli sovversivi dell'emigrazione italiana. Tornò in Italia per arruolarsi come soldato durante la Prima guerra mondiale.

### La prima guerra mondiale e la fondazione dell'ANAI
Durante la sua esperienza bellica, iniziando da soldato semplice, arrivò al grado di tenente di un battaglione degli arditi e fu decorato con tre medaglie al valore militare. Nel dopoguerra fu tra i fondatori dell'Associazione Nazionale degli Arditi d'Italia (ANAI), militando nella frangia rivoluzionaria dell'associazione. Il 5 luglio 1919 tentò, insieme ad anarchici e repubblicani, di dare inizio ad un'insurrezione popolare che partendo dal Forte Pietralata a Roma, avrebbe dovuto requisire le armi custodite nel forte per espropriare i mercati generali. L'impianto accusatorio invece sostenne il tentativo di un colpo di Stato che dal Forte Pietralata avrebbe dovuto occupare il Quirinale, il Parlamento ed i ministeri dell'Interno e della Guerra, creando un'assemblea costituente che doveva dare inizio ad una rivoluzione. Il piano fallì a causa della delazione da parte dell'ardito Ernesto Albini alle forze di polizia che stroncarono sul nascere il tentativo insurrezionale, arrestandone i partecipanti. Secondari dopo un primo periodo di latitanza, venne arrestato nel tentativo di fuggire in Svizzera. Fu rilasciato nel marzo del 1920 a seguito dell'amnistia per i reati contro la sicurezza dello Stato.
Nel maggio dello stesso anno, con l'appoggio di Filippo Naldi e Peppino Garibaldi, espulse il direttivo dell'ANAI, in aperta contrapposizione alla corrente anti-bolscevica, rappresentata da Ulisse Igliori e Giuseppe Bottai. Secondari, di stampo rivoluzionario, si distaccò a sua volta da Naldi e Garibaldi, di impronta moderata, nonostante i tre fossero confluiti nella corrente denominata "Commissione Provvisoria della nuova Associazione Arditi d’Italia". Dopo il fallito tentativo di portare gli arditi al fianco degli operai romani durante il biennio rosso, Secondari si dimise da ogni carica direttiva. Questo fatto provocò il disfacimento della sezione romana degli arditi, che riuscì a riorganizzarsi, solo nel giugno dell'anno successivo, grazie alla ripresa generale dell'Associazione Nazionale degli Arditi d'Italia.
Il 22 giugno 1921, insieme al repubblicano Luigi Piccioni ed alla corrente anarco-individualista di Attilio Paolinelli, Argo Secondari convocò un'assemblea generale degli iscritti e dei simpatizzanti, che vide accesi dibattiti tra i sostenitori del fascismo ed antifascisti. Il presidente Umberto Beer, espressione della corrente milanese filofascista, venne posto in minoranza. Si decise inoltre la formazione dell'associazione degli Arditi del Popolo di cui Secondari pubblicò il primo manifesto sulla stampa. In una successiva riunione il 27 giugno 1921 venne eletto il nuovo Direttorio, una triade della quale Secondari era presidente insieme al tenente Ferrari ed al sergente maggiore Pierdominici. Durante l'assemblea venne decisa la creazione di un Battaglione degli Arditi del Popolo, il cui compito era difendere le sedi colpite dalla violenza squadrista. Il Battaglione venne da subito appoggiato dalle Formazioni di difesa proletaria, venutesi a costituire in risposta ai Fasci italiani di combattimento e fu nominato inizialmente Associazione fra gli Arditi del popolo.
(Dichiarazione di Argo Secondari all'assemblea degli Arditi del Popolo del 27 giugno 1921, riportata da Umanità Nova, Roma, 29 giugno 1921)
Il 2 luglio, nella terza assemblea dell'associazione, gli iscritti prestarono giuramento al Direttorio formato dal solo Secondari in quanto sia Pierdominici sia Ferrari si erano dimessi dopo l'ingiunzione di D'Annunzio sul divieto di aderire a formazioni politiche.

### La nascita degli Arditi del Popolo
La "presentazione" pubblica degli Arditi del Popolo avvenne il 6 luglio 1921. In occasione del raduno antifascista, indetto dal Comitato di difesa proletaria, presso l'Orto Botanico di Roma, Secondari, alla testa degli Arditi, sfilò tra la folla in ovazione, in una marcia alla quale parteciparono circa duemila persone (in massima parte ex combattenti della prima guerra mondiale ed anarchici).
(Imponenete manifestazione proletaria romana contro i delitti e le violenze del fascismo. La sfilata degli Arditi del popolo, in “L’Ordine nuovo”, 7 luglio 1921)
Il comizio vide come oratori l’anarchico Varagnoli per il Comitato di difesa proletaria, il comunista D’Amato per la Camera del lavoro confederale, Caramitti per quella sindacalista, Conti per il partito repubblicano, Monici per il PSI, Bombacci per il PCd’I e Forbicini per la Federazione comunista-anarchica. Al termine, mentre la folla si disperdeva ci furono scontri con le forze dell'ordine che portarono ad una decina di feriti, oltre all'affrontamento dei fascisti con gli Arditi del Popolo in serata, vicino Palazzo Venezia.

Nei giorni successivi, la questura di Roma annotò la costituzione di svariati battaglioni di Arditi del Popolo nei vari quartieri della città. La neo costituita organizzazione antifascista conobbe in poco tempo un'espansione vertiginosa. Nell'estate del 1921, anno della costituzione, si contavano già 144 sedi in tutta Italia e un totale di 20.000 aderenti.
(Renzo Del Carria, Proletari senza rivoluzione)
La nascita del movimento paramilitare fu salutata con gioia da Lenin sulla Pravda. Nikolai Bucharin invitò vivamente Ruggero Grieco, del Partito Comunista d'Italia, a non intralciare la fondazione dell'organizzazione antifascista, anche se questa non era alle dipendenze dirette del Partito Comunista d'Italia. All'interno dello stesso partito Antonio Gramsci era favorevole agli Arditi del Popolo, tema che riprese poco prima di essere incarcerato in una delle ultime riunioni del partito, prima dell'instaurazione a tutto campo del regime fascista.
Sventata una prima aggressione da parte degli squadristi in seguito ai fatti di Sarzana, Secondari venne riconfermato alla guida degli Arditi del Popolo nel congresso del 24 luglio 1921. Questo congresso mostrò i primi sentimenti contrastanti all'interno dell'organizzazione per quanto riguardava il comportamento da tenere nei confronti dei partiti politici. Mentre Secondari promuoveva l'assoluta autonomia degli Arditi, Giuseppe Mingrino sosteneva la necessità di mantenere legami con i partiti d'avanguardia. In seguito all'uccisione da parte dei fascisti di 10 persone a Roccastrada ed all'omicidio a Monterotondo dell'Ardito Nicola Lolli, Secondari indisse uno sciopero generale nelle giornate del 25-26 luglio 1921, salvo poi revocarlo dopo aver ricevuto pressioni dalle forze dell'ordine. Il ritardo nella diffusione dell'ordine di revoca dello scioperò causò l'arresto di un gruppo di Arditi ternani per possesso di materiale esplosivo.
Il 29 luglio, durante la seconda assemblea degli Arditi del Popolo, emersero più evidenti i contrasti tra i dirigenti che criticarono la gestione dello sciopero da parte di Secondari, oltre ad avanzare accuse sulla sua gestione finanziaria dell'associazione. Questo portò alla creazione di un nuovo direttorio, nel quale Mingrino ottenne la direzione politica, Secondari la direzione militare e tecnica mentre al repubblicano Vincenzo Baldazzi vennero affidati compiti di natura amministrativa.
Secondari venne di fatto destituito dal direttorio durante il terzo congresso della Lega proletaria Mirov (Mutilati, Invalidi, Reduci, Orfani e Vedove), dove Mingrino elesse a sorpresa un nuovo direttorio, riducendo «di fatto, gli Arditi del Popolo al braccio armato delle organizzazioni proletarie, esautorandone di fatto l'autonomia».

### L'agguato e la morte
Nei giorni successivi alla Marcia su Roma, più precisamente il 31 ottobre 1922, Secondari fu aggredito da alcuni fascisti armati di mazze che, colpendolo ripetutamente sulla testa, gli provocarono una commozione cerebrale, oltre ad una ferita alla regione parietale destra. Secondari non si riprese più dall'aggressione subita, tanto da doversi trasferire a Camerino con il fratello Biante, su consiglio del deputato Umberto Tupini. Il 20 giugno 1924, come descritto da un'informativa del questore di Roma nel 1931, recava segni di squilibrio mentale per i quali fu ricoverato nell'ospedale psichiatrico di Camerino. Successivamente trasferito nel manicomio di Montefiascone, fu infine internato definitivamente nel manicomio di Rieti. Il fratello Epaminonda, medico cardiologo negli Stati Uniti, tentò invano di farlo espatriare per poterlo curare, ma il regime fascista negò sempre il permesso.
Rimase nel manicomio di Rieti per diciotto anni, fino al 17 marzo 1942, dove morì all'età di quarantasei anni.
Il suo funerale per ordine della questura, che temeva il verificarsi di disordini, si svolse in forma privata. Riposa nel cimitero monumentale di Rieti.